# 부분 적분
미적분학에서 부분 적분(部分積分, 영어: integration by parts)은 두 함수의 곱을 적분하는 기법이다.

## 정의
만약 {\displaystyle I\subseteq \mathbb {R} }가 구간이며 {\displaystyle u,v\colon I\to \mathbb {R} }가 연속 미분 가능 함수라면 (도함수 {\displaystyle u',v'}가 연속 함수라면), 다음이 성립한다.:292
{\displaystyle \int u(x)v'(x)\mathrm {d} x=u(x)v(x)-\int u'(x)v(x)\mathrm {d} x}
이를 {\displaystyle u'(x)\mathrm {d} x=\mathrm {d} u} 및 {\displaystyle v'(x)\mathrm {d} x=\mathrm {d} v}를 통해 간략히 쓰면 다음과 같다.
{\displaystyle \int u\mathrm {d} v=uv-\int v\mathrm {d} u}
만약 {\displaystyle u,v\colon [a,b]\to \mathbb {R} }가 연속 미분 가능 함수라면, 다음이 성립한다.:292, Theorem 7.1
{\displaystyle {\begin{aligned}\int _{a}^{b}u(x)v'(x)\mathrm {d} x&={\bigg [}u(x)v(x){\bigg ]}_{a}^{b}-\int _{a}^{b}u'(x)v(x)\mathrm {d} x\\&=u(b)v(b)-u(a)v(a)-\int _{a}^{b}u'(x)v(x)\mathrm {d} x\end{aligned}}}

### 증명
곱의 법칙에 따라 다음이 성립한다.
{\displaystyle uv'=(uv)'-u'v}
양변은 모두 연속 함수이므로 부정적분이 존재한다. 양변에 부정적분을 취하면 다음을 얻으므로 부정적분에 대한 명제가 성립한다.:79
{\displaystyle \int u(x)v'(x)\mathrm {d} x=u(x)v(x)-\int u'(x)v(x)\mathrm {d} x}
또한 양변은 모두 적분 가능하며, 양변에 적분을 취하면 다음을 얻으므로 정적분의 경우가 성립한다.:292
{\displaystyle \int _{a}^{b}u(x)v'(x)\mathrm {d} x={\bigg [}u(x)v(x){\bigg ]}_{a}^{b}-\int _{a}^{b}u'(x)v(x)\mathrm {d} x}

### LIATE 법칙 (또는 로.다.삼.지 법칙)
이 명제에서는 주어진 적분에서 {\displaystyle u}와 {\displaystyle \mathrm {d} v}를 선택하는 방법을 밝히지는 않는데, 보통 도함수가 비교적 간단한 부분을 {\displaystyle u}로 두거나, 원함수가 비교적 간단한 부분을 {\displaystyle v'}으로 두는 것이 좋다. 도함수가 자기 자신보다 단순한 정도에 따라, 두 함수 가운데 로그 함수, 역삼각 함수, 대수적 함수, 삼각 함수, 지수 함수에서 먼저 나오는 유형에 속하는 하나를 {\displaystyle u}로 삼는 법칙을 제시한 저자도 존재하며, 이러한 법칙을 함수 유형들의 첫자들을 따 LIATE 법칙(영어: LIATE rule)이라고 부른다. 즉 로그함수, 역삼각함수, 다항함수, 삼각함수, 지수함수 순으로 '왼쪽 방향'으로 갈수록 미분에 용이하며, '오른쪽 방향'으로 갈수록 적분에 용이하다는 것이다. 그러나 이 법칙은 때로 옳지 않을 수 있다.

### 따름정리
만약 {\displaystyle I\subseteq \mathbb {R} }가 구간이며 {\displaystyle u,v\colon I\to \mathbb {R} }가 {\displaystyle n}번 연속 미분 가능 함수라면 ({\displaystyle n}계 도함수 {\displaystyle u^{(n)},v^{(n)}}이 연속 함수라면), 다음이 성립한다.:101, Exercise 46
{\displaystyle \int u(x)v^{(n)}(x)\mathrm {d} x=\sum _{k=0}^{n-1}(-1)^{k}u^{(k)}(x)v^{(n-1-k)}(x)+(-1)^{n}\int u^{(n)}(x)v(x)\mathrm {d} x}
이는 부분 적분을 반복하여 증명할 수 있다. 이러한 적분을 풀 때에는 보통 이 공식에 대입하는 대신 부분 적분을 직접 반복하거나 표를 사용한다.

## 예

### 첫째 예
부정적분
{\displaystyle \int x^{2}\ln x\mathrm {d} x}
을 구하자. {\displaystyle u=\ln x}이며 {\displaystyle \mathrm {d} v=x^{2}\mathrm {d} x}라고 하자. 그러면 {\displaystyle \mathrm {d} u=(\mathrm {d} x)/x}이며 (상수차를 무시하면) {\displaystyle v=x^{3}/3}이다. 부분 적분을 적용하면 다음을 얻는다.:516, Example 2
| {\displaystyle \int x^{2}\ln x\mathrm {d} x} | {\displaystyle ={\frac {x^{3}}{3}}\ln x-{\frac {1}{3}}\int x^{2}\mathrm {d} x} |
|                                              | {\displaystyle ={\frac {x^{3}}{3}}\ln x-{\frac {1}{9}}x^{3}+C}                 |

### 둘째 예
부정적분
{\displaystyle \int \arcsin x\mathrm {d} x}
를 구하자. {\displaystyle u=\arcsin x}이며 {\displaystyle \mathrm {d} v=\mathrm {d} x}라고 하자. 그러면 {\displaystyle \mathrm {d} u=(\mathrm {d} x)/{\sqrt {1-x^{2}}}}이며 {\displaystyle v=x}이다. 부분 적분을 적용하면 다음을 얻는다.:87, Example 7.10
| {\displaystyle \int \arcsin x\mathrm {d} x} | {\displaystyle =x\arcsin x-\int {\frac {x}{\sqrt {1-x^{2}}}}\mathrm {d} x}                      |
|                                             | {\displaystyle =x\arcsin x+{\frac {1}{2}}\int {\frac {\mathrm {d} (1-x^{2})}{\sqrt {1-x^{2}}}}} |
|                                             | {\displaystyle =x\arcsin x+{\sqrt {1-x^{2}}}+C}                                                 |

### 셋째 예
부정적분
{\displaystyle \int x^{2}\sin x\mathrm {d} x}
을 구하자. {\displaystyle u=x^{2}}이며 {\displaystyle \mathrm {d} v=\sin x\mathrm {d} x}라고 하자. 그러면 {\displaystyle \mathrm {d} u=2x}이며 {\displaystyle v=-\cos x}이다. 부분 적분을 적용하면 다음을 얻는다.
{\displaystyle \int x^{2}\sin x\mathrm {d} x=-x^{2}\cos x+2\int x\cos x\mathrm {d} x}
우변의 마지막 항의 적분에서 {\displaystyle u=x}, {\displaystyle \mathrm {d} v=\cos x\mathrm {d} x}, {\displaystyle \mathrm {d} u=\mathrm {d} x}, {\displaystyle v=\sin x}라고 하여 다시 부분 적분을 적용하면 다음을 얻는다.
| {\displaystyle \int x\cos x\mathrm {d} x} | {\displaystyle =x\sin x-\int \sin x\mathrm {d} x} |
|                                           | {\displaystyle =x\sin x+\cos x+C}                 |
따라서 구하려는 적분은 다음과 같다.:518, Example 4
{\displaystyle \int x^{2}\sin x\mathrm {d} x=-x^{2}\cos x+2x\sin x+2\cos x+C}

### 넷째 예
부정적분
{\displaystyle \int {\sqrt {x^{2}-1}}\mathrm {d} x}
을 구하자. {\displaystyle u={\sqrt {x^{2}-1}}}이며 {\displaystyle \mathrm {d} v=\mathrm {d} x}라고 하자. 그러면 {\displaystyle \mathrm {d} u=(x/{\sqrt {x^{2}-1}})\mathrm {d} x}이며 {\displaystyle v=x}이다. 부분 적분을 적용하면 다음을 얻는다.:
| {\displaystyle \int {\sqrt {x^{2}-1}}\mathrm {d} x} | {\displaystyle =x{\sqrt {x^{2}-1}}-\int {\frac {x^{2}}{\sqrt {x^{2}-1}}}\mathrm {d} x}                                |
|                                                     | {\displaystyle =x{\sqrt {x^{2}-1}}-\int {\sqrt {x^{2}-1}}\mathrm {d} x-\int {\frac {\mathrm {d} x}{\sqrt {x^{2}-1}}}} |
|                                                     | {\displaystyle =x{\sqrt {x^{2}-1}}-\ln \|x+{\sqrt {x^{2}-1}}\|-\int {\sqrt {x^{2}-1}}\mathrm {d} x}                   |
따라서 구하려는 적분은 다음과 같다.:256, 예6.2.21
{\displaystyle \int {\sqrt {x^{2}-1}}\mathrm {d} x={\frac {1}{2}}x{\sqrt {x^{2}-1}}-{\frac {1}{2}}\ln |x+{\sqrt {x^{2}-1}}|+C}

### 다섯째 예
다음과 같은 두 적분을 구하자.
{\displaystyle \int e^{ax}\cos bx\mathrm {d} x}
{\displaystyle \int e^{ax}\sin bx\mathrm {d} x}
이 둘에 각각 부분 적분을 적용하면 다음을 얻는다.
| {\displaystyle \int e^{ax}\cos bx\mathrm {d} x} | {\displaystyle ={\frac {1}{b}}\int e^{ax}\mathrm {d} (\sin bx)}                            |
|                                                 | {\displaystyle ={\frac {1}{b}}e^{ax}\sin bx-{\frac {a}{b}}\int e^{ax}\sin bx\mathrm {d} x} |
| {\displaystyle \int e^{ax}\sin bx\mathrm {d} x} | {\displaystyle =-{\frac {1}{b}}\int e^{ax}\mathrm {d} (\cos bx)}                            |
|                                                 | {\displaystyle =-{\frac {1}{b}}e^{ax}\cos bx+{\frac {a}{b}}\int e^{ax}\cos bx\mathrm {d} x} |
즉, 다음과 같은 연립 방정식이 성립한다.
{\displaystyle b\int e^{ax}\cos bx\mathrm {d} x+a\int e^{ax}\sin bx\mathrm {d} x=e^{ax}\sin bx}
{\displaystyle a\int e^{ax}\cos bx\mathrm {d} x-b\int e^{ax}\sin bx\mathrm {d} x=e^{ax}\cos bx}
따라서 구하려는 적분은 다음과 같다.:256, 예6.2.22
{\displaystyle \int e^{ax}\cos bx\mathrm {d} x={\frac {1}{a^{2}+b^{2}}}e^{ax}(a\cos bx+b\sin bx)+C}
{\displaystyle \int e^{ax}\sin bx\mathrm {d} x={\frac {1}{a^{2}+b^{2}}}e^{ax}(a\sin bx-b\cos bx)+C}

### 여섯째 예
다음과 같은 적분을 구하자.
{\displaystyle \int {\frac {\mathrm {d} x}{(x^{2}+a^{2})^{2}}}\qquad (a>0)}
다음과 같은 부분 적분을 사용하자 (구하려는 적분에 직접 적용하지 않았음에 주의하자).
| {\displaystyle \int {\frac {\mathrm {d} x}{x^{2}+a^{2}}}} | {\displaystyle ={\frac {x}{x^{2}+a^{2}}}+2\int {\frac {x^{2}}{(x^{2}+a^{2})^{2}}}\mathrm {d} x}                                            |
|                                                           | {\displaystyle ={\frac {x}{x^{2}+a^{2}}}+2\int {\frac {\mathrm {d} x}{x^{2}+a^{2}}}-2a^{2}\int {\frac {\mathrm {d} x}{(x^{2}+a^{2})^{2}}}} |
따라서 구하려는 적분은 다음과 같다.:258, 예6.2.26
| {\displaystyle \int {\frac {\mathrm {d} fx}{(x^{2}+a^{2})^{2}}}} | {\displaystyle ={\frac {1}{2a^{2}}}{\frac {x}{x^{2}+a^{2}}}+{\frac {1}{2a^{2}}}\int {\frac {\mathrm {d} x}{x^{2}+a^{2}}}} |
|                                                                  | {\displaystyle ={\frac {1}{2a^{2}}}{\frac {x}{x^{2}+a^{2}}}+{\frac {1}{2a^{3}}}\arctan {\frac {x}{a}}+C}                  |

## 같이 보기
- 부정적분#부분 적분
- 리만 적분#부분 적분
- 아벨 변환
- 아벨의 합 공식